# 左様なら (映画)
『左様なら』（さようなら）は、SPOTTED PRODUCTIONS配給により2019年9月6日に公開された日本映画。監督は本作が長編映画デビュー作となる石橋夕帆、主演は芋生悠と祷キララ。漫画家・イラストレーターである「ごめん」が自身のTwitter（現X）で掲載していた同名タイトルの短編漫画が原作。

## キャスト
- 岸本由紀：芋生悠[2]
- 瀬戸綾：祷キララ[2]
- 飯野慶太：平井亜門[2]
- 安西結花：日高七海[2]
- 河野愛美：夏目志乃[2]
- 相馬大地：白戸達也[2]
- 松井美優：石川瑠華[2]
- 高橋修平：大原海輝[2]
- 木下恵里菜：武内おと[3]
- 阿部朔太郎：森タクト[3]
- 関根美穂：安倍乙[2]
- 岡野凜：栗林藍希[2]
- 大橋巧磨：田辺歩[3]
- 西亮太：武田一馬[3]
- 滝野蓮：田中爽一郎[3]
- 佐藤麻衣：高橋あゆみ[3]
- 相葉瑞樹：日向夏[3]
- 野田真由美：加藤才紀子[3]
- 宮島佳代：近藤笑菜[3]
- 内田治：塩田倭聖[3]
- 保坂悠人：タカハシシンノスケ[3]
- 忍野皓太：こだまたいち[2]
- 藤原耕平：籾木芳仁[3]
- 瀬戸夏実：小沢まゆ[3]

## スタッフ
- 原作：ごめん 「左様なら」
- 監督・脚本：石橋夕帆[2]
- 撮影：萩原脩
- 照明：中島浩一
- 録音：柳田耕佑
- 美術：中村哲太郎
- プロデューサー：田中佐知彦
- ヘアメイク：ほんだなお、藤原玲子、夢月、安藤メイ、渡部眞矢、馬見塚楓花
- スタイリスト：高橋晴香
- 助監督：田中麻子、泉志乃
- 制作：市原博文、永野翔、清水育美
- スチル・宣伝美術：柴崎まどか[2]
- 主題歌：・・・・・・・・・｢しづかの海｣
- 音楽：POSA
- 配給・宣伝：SPOTTED PRODUCTIONS
- 製作：映画「左様なら」製作委員会